# Efecte Mpemba
L'efecte Mpemba és un fenomen que ocorre durant la congelació de l'aigua. L'enunciat diu que en algunes circumstàncies l'aigua calenta es congela abans que l'aigua freda.

## Història
Encara que aquest fet havia estat observat ja des d'Aristòtil, Descartes i Bacon («l'aigua lleugerament tèbia es congela més fàcilment que la molt freda»), serà Erast B. Mpemba qui cridarà l'atenció sobre aquest detall la dècada de 1970. El va observar per primera vegada a l'aula d'Eugene Marschall a l'Escola Secundària Mkwawa, a Iringa, Tanzània, el 1963, després de notar que la barreja calenta per als gelats es congelava abans, durant les classes de cuina.
Més tard va començar a dur a terme experiments per comprovar-ho, al costat de Denis G. Osborne 1969.

## Explicació
Tot i que, a primera vista, aquest fenomen sembla atemptar contra el sentit comú, cal aclarir que funciona solament en  determinades circumstàncies . Per exemple, si es fica al congelador aigua a 35 graus i aigua a 5 graus, l'aigua a 35 graus es congela abans que l'aigua a 5 graus, es necessiten diferències de temperatures grans i temperatures altes per apreciar l'efecte, com per exemple 35 °C i 80 °C o 70 °C i 90 °C, en aquest cas l'aigua més calenta es congelarà més ràpid.
Per entendre el perquè, cal entendre les causes principals:
- En el recipient calent el líquid circula millor, de manera que l'aigua calenta de la zona central es mou amb més rapidesa cap a les parets del recipient o cap a la superfície superior produint el seu refredament;
- L'aigua més calenta s'evapora més;
- Com més calent està un líquid, menys gasos dissolts li queden (els gasos dificulten la congelació).

Imagineu que es posa al congelador un got d'aigua a 80 °C que triga 10 minuts a congelar-se. Al seu costat, es té un altre got d'aigua a 95 °C, es pot suposar que el segon es congelarà en un temps igual al que tarda a baixar la seva temperatura a 80 °C, més els 10 minuts de congelació.
És això cert? No del tot ... L'explicació rau en el canvi de les condicions de l'aigua en passar de 95 °C a 80 °C. Al contrari al que és fàcil de suposar, que quan l'aigua més calenta arriba a la mateixa temperatura que la de l'altra en el seu inici, hauria de començar el procés de congelació de 10 minuts, això no és així, ja que la disminució de 15 °C de l'aigua més calenta produeix un canvi en la massa (l'aigua més calenta perd més massa per evaporació), canvis en el gas dissolt i la puresa de l'aigua, entre altres coses, que afecten la velocitat de congelació d'aquesta.
Si es posa plàstic damunt dels gots per evitar l'evaporació, se segueix congelant abans el got més calent, però ara amb menys diferència. La causa rau en la major convecció interna (i durant més temps) del vas més calent, que afavoreix la transferència de calor al congelador.
El més fonamental de l'efecte Mpemba és que no s'aplica a dues temperatures qualssevol.
Estudis recents realitzats pel doctor L. Vinu constaten que amb una diferència de temperatura superior a 30 °C el fenomen és més probable.
L'any 2008 la dra. Valor, del Caborane Technology Institute, va aconseguir determinar l'eficàcia de l'efecte entre 63 i 72 graus Celsius.

## Concurs
La Royal Society of Chemistry (RSC) del Regne Unit va convocar un concurs premiant amb 1000 lliures, a qui fos capaç de presentar l'explicació més original i científicament vàlida d'aquest fenomen. Es van rebre unes 22.000 propostes de les quals 11 van ser seleccionades per a la votació final que se celebrà el 10 de gener de 2013.